# Wahlen 1831
◄◄ | ◄ | 1827 | 1828 | 1829 | 1830 | Wahlen 1831 | 1832 | 1833 | 1834 | 1835 | ► | ►►

Weitere Ereignisse
Die Liste der Wahlen 1831 umfasst Parlamentswahlen, Präsidentschaftswahlen, Referenden und sonstige Abstimmungen auf nationaler und subnationaler Ebene, die im Jahr 1833 weltweit abgehalten wurden.
Das damalige Wahlrecht entsprach typischerweise nicht den Wahlrechtsgrundsätzen der direkten, geheimen und gleichen Wahl. Zeittypisch waren oft nur kleine Teile der Bevölkerung wahlberechtigt, ein Frauenwahlrecht war nicht gegeben.

## Termine
| Land         | Datum                   | Link zur Wahl 1831            | Link zur letzten Wahl | Bemerkung           |
| ------------ | ----------------------- | ----------------------------- | --------------------- | ------------------- |
| Chile        |                         | Präsidentschaftswahl in Chile |                       |                     |
| Kirchenstaat | 14. Dez. – 2. Feb. 1831 | Konklave                      | 1829                  | Gregor XVI. gewählt |